# Grammy Awards 2003
La 45ª edizione dei Grammy Awards si è tenuta il 23 febbraio 2003 presso lo stadio Madison Square Garden di New York City.
Norah Jones è stata la vera vincitrice, portandosi a casa cinque premi tra cui Registrazione dell'anno, Album dell'anno, Miglior artista esordiente, Miglior performance pop vocale femminile e Miglior album vocale pop.

## Vincitori e candidati
I vincitori sono indicati in grassetto.

### Categorie principali

#### Registrazione dell'anno
- Don't Know Why - Norah Jones; Norah Jones, Arif Mardin e Jay Newland (produttori); Arif Mardin e Jay Newland (ingegneri/mixers)
- A Thousand Miles - Vanessa Carlton; Ron Fair (produttore); Tal Herzberg, Jack Joseph Puig e Michael C. Ross (ingegneri/mixers)
- Without Me - Eminem; Jeff Bass e Eminem (produttori); Steve King (ingegnere/mixer)
- Dilemma - Nelly e Kelly Rowland; Bam e Ryan Bowser (produttori); Brian Garten (ingegnere/mixer)
- How You Remind Me - Nickelback; Nickelback e Rick Parashar (produttori); Joey Moi e Randy Staub (ingegneri/mixers)

#### Album dell'anno
- Come Away with Me - Norah Jones
- The Eminem Show - Eminem
- Home - Dixie Chicks
- Nellyville - Nelly
- The Rising - Bruce Springsteen

#### Canzone dell'anno
- Don't Know Why, scritta da Jesse Harris, cantata da Norah Jones
- A Thousand Miles, scritta e cantata da Vanessa Carlton
- Complicated, scritta da Avril Lavigne & The Matrix, cantata da Avril Lavigne
- The Rising, scritta e cantata da Bruce Springsteen
- Where Were You (When the World Stopped Turning), scritta e cantata da Alan Jackson

#### Miglior artista esordiente
- Norah Jones
- Ashanti
- Michelle Branch
- Avril Lavigne
- John Mayer

### Alternativa

#### Miglior album di musica alternativa
- A Rush of Blood to the Head - Coldplay
- Sea Change - Beck
- Walking with Thee - Clinic
- Cruel Smile - Elvis Costello & the Imposters
- Behind the Music - The Soundtrack of Our Lives

### Pop

#### Miglior album pop vocale
- Come Away with Me - Norah Jones
- Let Go - Avril Lavigne
- Rock Steady - No Doubt
- Missundaztood - Pink
- Britney -  Britney Spears

#### Miglior interpretazione vocale pop femminile
- Norah Jones - Don't Know Why
- Sheryl Crow - Soak Up the Sun
- Avril Lavigne - Complicated
- Pink (cantante) - Get the Party Started
- Britney Spears - Overprotected

#### Miglior interpretazione vocale pop maschile
- John Mayer - Your Body Is a Wonderland
- Craig David - 7 Days
- Elton John - Original Sin
- Sting - Fragile (live)
- James Taylor - October Road

#### Miglior interpretazione vocale pop di gruppo
- No Doubt - Hey Baby
- Bon Jovi - Everyday
- Bowling for Soup - Girl All The Bad Guys Want
- Dave Matthews Band - Where Are You Going
- NSYNC - Girlfriend

#### Miglior collaborazione vocale pop
- Santana e Michelle Branch - The Game of Love
- Christina Aguilera e Redman – Dirrty
- India.Arie e Stevie Wonder – The Christmas Song
- Tony Bennett e k.d. lang – What a Wonderful World
- Sheryl Crow e Don Henley – It's So Easy
- Natalie Cole e Diana Krall – Better Than Anything

### Reggae

#### Miglior album reggae
- Jamaican E.T. - Lee "Scratch" Perry
- Merci - Alpha Blondy
- Ghetto Dictionary: The Mystery - Bounty Killer
- Still Blazin' - Capleton
- Anything for You - Freddie McGregor

### Rap

#### Miglior album rap
- The Eminem Show - Eminem
- Word of Mouf - Ludacris
- Tarantula - Mystikal
- Nellyville - Nelly
- Diary of a Sinner: 1st Entry - Petey Pablo

#### Migliore collaborazione con un artista rap
- Nelly e Kelly Rowland – Dilemma
- Fat Joe feat. Ashanti – What's Luv?
- Ja Rule feat. Ashanti – Always on Time
- Nappy Roots feat. Anthony Hamilton – Po' Folks
- Justin Timberlake feat. Clipse – Like I Love You

### R&B

#### Miglior canzone R&B
- Love of My Life (An Ode to Hip Hop), scritta da Erykah Badu, Madukwu Chinwah, Common, Robert Ozuna, James Poyser, Raphael Saadiq e Glen Standridge, eseguita da Erykah Badu e Common
- Be Here, scritta da D'Angelo, Bobby Ozuna, Raphael Saadiq e Glenn Standridge, eseguita da Raphael Saadiq ft. D'Angelo
- Floetic, scritta da Marsha Ambrosius, Darren "Limitless" Henson, Keith "Keshon" Pelzer e Natalie Stewart, eseguita da Floetry
- Good Man, scritta da Will Baker, Andrew Ramsey, Shannon Sanders ed India.Arie, eseguita da India.Arie
- Take a Message, scritta ed eseguita da Remy Shand

#### Miglior album R&B
- Voyage to India - India.Arie
- Better Days - Joe
- Juslisen - Musiq
- Instant Vintage - Raphael Saadiq
- The Way I Feel - Remy Shand

### Rock

#### Miglior canzone rock
- The Rising, scritta da Bruce Springsteen, cantata da Bruce Springsteen
- When I'm Gone, scritta da Brad Arnold, Todd Harrell, Chris Henderson e Matt Roberts, cantata da 3 Doors Down
- All My Life, scritta da Foo Fighters, cantata da Foo Fighters
- I Stand Alone, scritta da Sully Erna, cantata da Godsmack
- Hero, scritta da Chad Kroeger, cantata da Chad Kroeger ft. Josey Scott

#### Miglior album rock
- The Rising - Bruce Springsteen
- When I Was Cruel - Elvis Costello
- C'mon C'mon - Sheryl Crow
- Dreamland - Robert Plant
- Head on Straight - Tonic

#### Miglior interpretazione vocale rock femminile
- Sheryl Crow - Steve McQueen
- Melissa Etheridge – The Weakness in Me
- Avril Lavigne – Sk8er Boi
- Bonnie Raitt – Gnawin' on It
- Susan Tedeschi – Alone

#### Miglior interpretazione vocale rock maschile
- Bruce Springsteen - The Rising
- David Bowie – Slow Burn
- Elvis Costello – 45
- Peter Gabriel – The Barry Williams Show
- Robert Plant – Darkness, Darkness

#### Miglior interpretazione rock di un duo o un gruppo
- Coldplay - In My Place
- 3 Doors Down – When I'm Gone
- Aerosmith – Girls of Summer
- Creed – My Sacrifice
- Chad Kroeger e Josey Scott – Hero
- Tonic – Take Me As I Am
- U2 – Walk On

#### Miglior interpretazione metal
- Korn - Here to Stay
- P.O.D. – Portrait
- Slipknot – My Plague
- Stone Sour – Get Inside
- Rob Zombie – Never Gonna Stop (The Red Red Kroovy)

#### Miglior interpretazione hard rock
- Foo Fighters - All My Life
- Godsmack - I Stand Alone
- P.O.D. - Youth of the Nation
- Queens of the Stone Age - No One Knows
- System of a Down - Aerials

### Dance

#### Miglior registrazione dance
- Days Go By - Dirty Vegas
- Gotta Get Thru This - Daniel Bedingfield
- Superstylin - Groove Armada
- Love at First Sight - Kylie Minogue
- Hella Good - No Doubt

### New Age

#### Miglior album new age
- Acoustic Garden - Tingstad and Rumbel
- Hearing Voices - William Ackerman
- An Ancient Journey - Kitarō
- Fourth World - R. Carlos Nakai
- Mondo Rama - Jai Uttal and the Pagan Love Orchestra

### Produzione

#### Produttore dell'anno, non classico
- Arif Mardin
- Dr. Dre
- Nellee Hooper
- Jimmy Jam & Terry Lewis
- Rick Rubin

#### Miglior composizione remixata, non classica
- "Hella Good (Roger Sanchez Remix Main)" - Roger Sanchez
- "He Loves Me (Illegal Mix)" - Jay-J Hernandez e Chris Lum
- "Lost Love (Felix Da Housecat Thee Clubhead Mix)" - Felix da Housecat
- "What About Us? (SilkMix.Com Mix)" - Steve Hurley
- "Work It Out (Maurice's Nu Soul Mix)" - Maurice Joshua

### Videoclip

#### Miglior videoclip
- Without Me - Eminem; Joseph Kahn (regista); Greg Tharp (produttore)[2]
- My Culture - 1 Giant Leap
- Days Go By - Dirty Vegas
- Knoc -  Knoc-turn'al, Dr. Dre e Missy Elliott
- One Mic - Nas